# Germán Sánchez Espeso
Germán Sánchez Espeso (Pamplona, Navarra, 22 de gener de 1940) és un escriptor navarrès en llengua castellana.

## Biografia
Nascut al si d'una família d'arrels profundament religioses, va estudiar Literatura clàssica al monestir de Veruela (Saragossa). El 1961 es va traslladar a la Facultat de Filosofia de Loiola (Universitat del País Basc), on es va llicenciar en Filosofia amb la seva tesi "Arte, artes y cine". Posteriorment, es va llicenciar en Teologia a la Universitat de Deusto. De 1964 a 1968 va estudiar Cinematografia a la Universitat de Valladolid, va assistir als cicles de cinema clàssic de la Filmoteca francesa, a París, i va obtenir el títol de Realitzador de televisió als Estudis de Prado del Rey de Madrid. Va treballar al món publicitari, va ser professor de literatura, conseller editorial d'Ediciones del Centro i membre de l'International Writing Program de la Universitat d'Iowa.
Autor de diverses novel·les, es va donar a conèixer amb Narciso, Premi Nadal de 1978. En la seva obra narrativa ha cultivat diversos estils i gèneres: experimental, clàssic, policíac, infantil.

## Obra narrativa
- Experimento en génesis (1967).
- Síntomas de éxodo (1968).
- Laberinto levítico (1972).
- De entre los números (1978).
- Narciso (1978).
- Viva el pueblo (1981).
- Paraíso (1982).
- La reliquia (1983).
- Baile de disfraces (1984).
- Pollo frío en la nevera (1985).
- En las alas de las mariposas (1986).
- El corazón del sapo (1987).
- La mujer a la que había que matar (1991).
- No dejéis el cuchillo sobre el piano (2001).
- New York Shitty (2004).
- La raja en el nenúfar (2016).
- Clítoris (2017).

## Premis
- 1978: Premi Nadal de novel·la per Narciso.[2]
- 1985: Premi Internacional de novel·la Plaza y Janés per En las alas de las mariposas.[4]